# Island Macaskin
Island Macaskin är en obebodd ö i Argyll and Bute, Skottland. Ön är belägen 15 km från Lochgilphead.